# Dobl
Dobl è una frazione di 1 798 abitanti del comune austriaco di Dobl-Zwaring, nel distretto di Graz-Umgebung (Stiria). Già comune autonomo, il 1º gennaio 2015 è stato fuso con il comune di Zwaring-Pöls per costituire il nuovo comune mercato (Marktgemeinde), nel quale Dobl è capoluogo.